# Force Aérienne de Burkina Faso
La Force Aérienne de Burkina Faso o FABF, tradotto dalla lingua francese Forza aerea del Burkina Faso (in lingua inglese Burkina Faso Air Force), è l'attuale aeronautica militare del Burkina Faso e parte integrante, assieme all'esercito del Burkina Faso, delle forze armate burkinabè.
I compiti operativi di questa piccola forza aerea centrafricana sono limitati alla sicurezza aerea del territorio nazionale e al controllo del trasporto aereo.
L'unità più importante è l'Escadrille d'Helicoptères (Squadriglia elicotteri), basata nella capitale Ouagadougou, dotata di elicotteri con funzioni di collegamento e di trasporto.

## Storia
L'aviazione militare del Burkina Faso viene fondata nel 1964 come Force Aérienne de Haute-Volta dal nome precedentemente assunto dalla nazione dopo l'indipendenza dalla Francia, Alto Volta. Nella sua recente storia ha dovuto impegnarsi in una serie di eventi bellici sfociati, nel 1985, nella Guerra della striscia di Agacher. sulla disputa di un territorio al confine con il Mali.
Nell'area operava prima dell'indipendenza la Escadrille de Haute-Volta (EHV) della francese Armée de l'air dotata di 3 Douglas C-47 ed un Max-Holste MH-1521M Broussard.
L'aviazione militare del Burkina Faso viene fondata nel 1964 come Escadrille de la République de Haute-Volta (EHV) o Squadrone Aereo della Repubblica dell'Alto Volta, una unità subordinata dell'Esercito. Quello stesso anno venne creata una base di supporto aereo transitorio con l'assistenza dell'Armée de l'air, l'aeronautica militare francese. Dopo aver inizialmente acquisito una flotta basata su aerei utility e da trasporto tattico, la squadriglia venne collegata a un reggimento di supporto interarmato. Nel 1970, l'Escadrille venne rinominata Force Aérienne de Haute-Volta, o FAHV, e nel 1977 divenne una forza armata autonoma. Nel mese di ottobre 1985 venne istituita la Force Aérienne de Burkina Faso, o FABF.

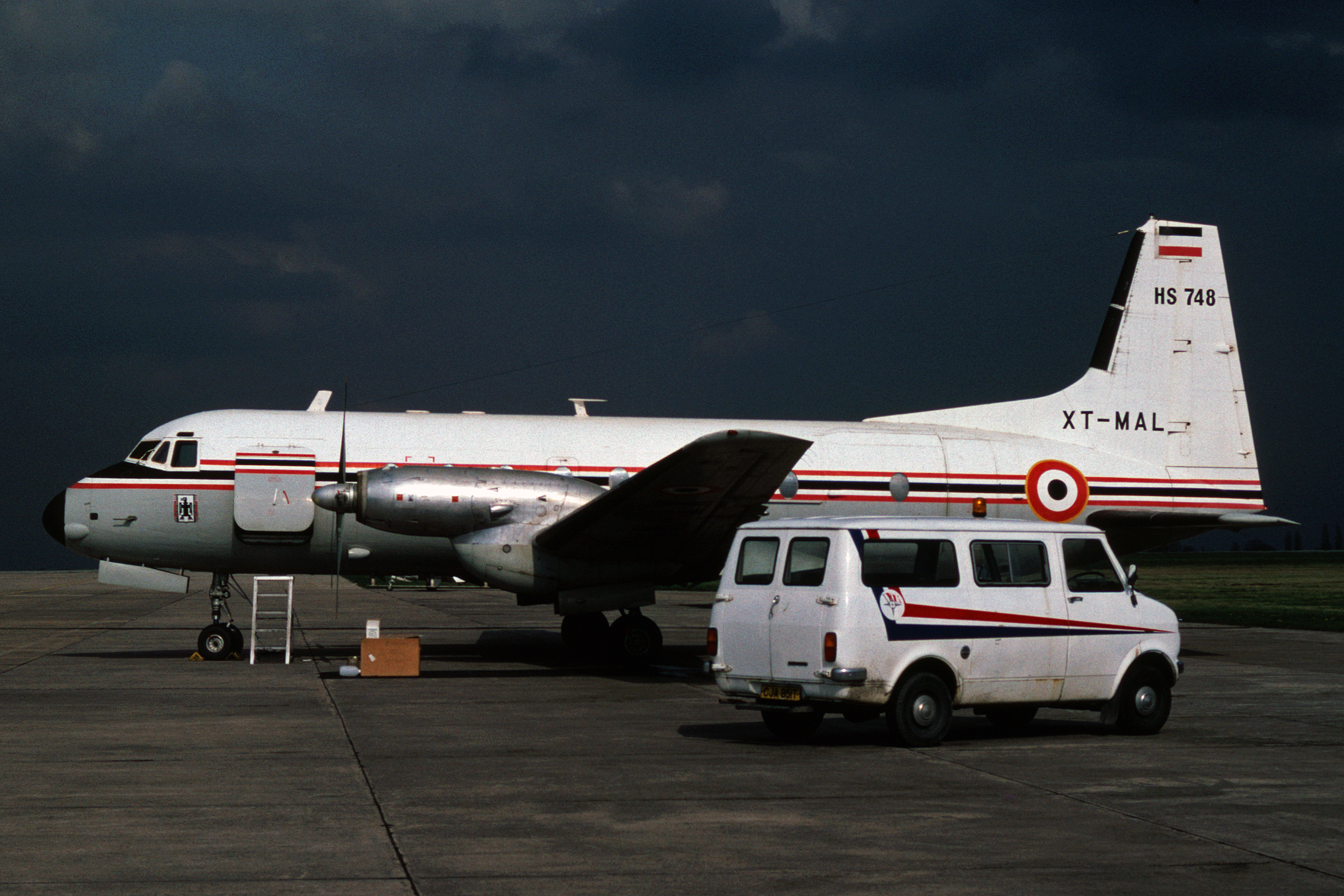
Il trasporto tattico biturboelica Hawker Siddeley-HS-748-2A in dotazione alla FABF.

Il parco aereo in dotazione all'EHV venne inizialmente formato con due Douglas C-47 Skytrain e tre MH-1521M Broussard. Questi vennero poi seguiti da due elicotteri Alouette III SA-316 B, utilizzati principalmente per missioni di collegamento, un bimotore utility leggero Aero Commander 500, due aerei da trasporto tattico biturboelica Hawker Siddeley-HS-748-2A, e due aerei da trasporto a turboelica Nord 262. Vennero formate due escadrilles (squadriglie) o sottoformazioni: l'Escadrille de Transport (unità di trasporto), e l'Escadrille d'Hélicoptères (Unità Elicotteri). In seguito, venne aggiunta l'Escadrille d'Entraînement (Unità d'addestramento). Tutti gli squadroni ebbero sede inizialmente presso Ouagadougou.
A metà del 1984, la Libia decise di dare supporto militare al Burkina Faso fornendo otto caccia a reazione Mikoyan-Gurevich MiG-21 "Fishbed" più due MiG-21U, versione da addestramento biposto. I MiG-21, dismessi dalla Al-Quwwat al-Jawwiyya al-Libiyya (l'aeronautica militare libica), furono dislocati presso la base aerea di Ouagadougou, anche se vennero effettivamente operati da personale dell'aeronautica libica in prestito dalla Libia, e vennero radiati nel 1985 senza essere mai stati impiegati in combattimento. Il solo velivolo FABF che venne utilizzato in combattimento fu un Mikoyan-Gurevich MiG-17F impiegato durante la Guerra della striscia di Agacher nel 1985-86.
Nel 1985, le FABF acquisirono anche due elicotteri da trasporto Mil Mi-4 ex V-VS sovietici da un fornitore sconosciuto, seguito da altri due Mi-4. I Mi-4 vennero operati dalle FABF fino alla fine del 1980, quando vennero messi fuori servizio. In seguito vennero acquisiti cinque elicotteri da trasporto Mil Mi-8/17, nuovamente assegnati all'Escadrille d'Hélicoptères. Mentre supervisionava il cessate il fuoco dopo la Guerra della striscia di Agacher, un SA-316B Alouette III delle FABF si schiantò a Kouni il 14 gennaio del 1986, lasciando all'Escadrille d'Hélicoptères un solo un SA.316B ancora in servizio.

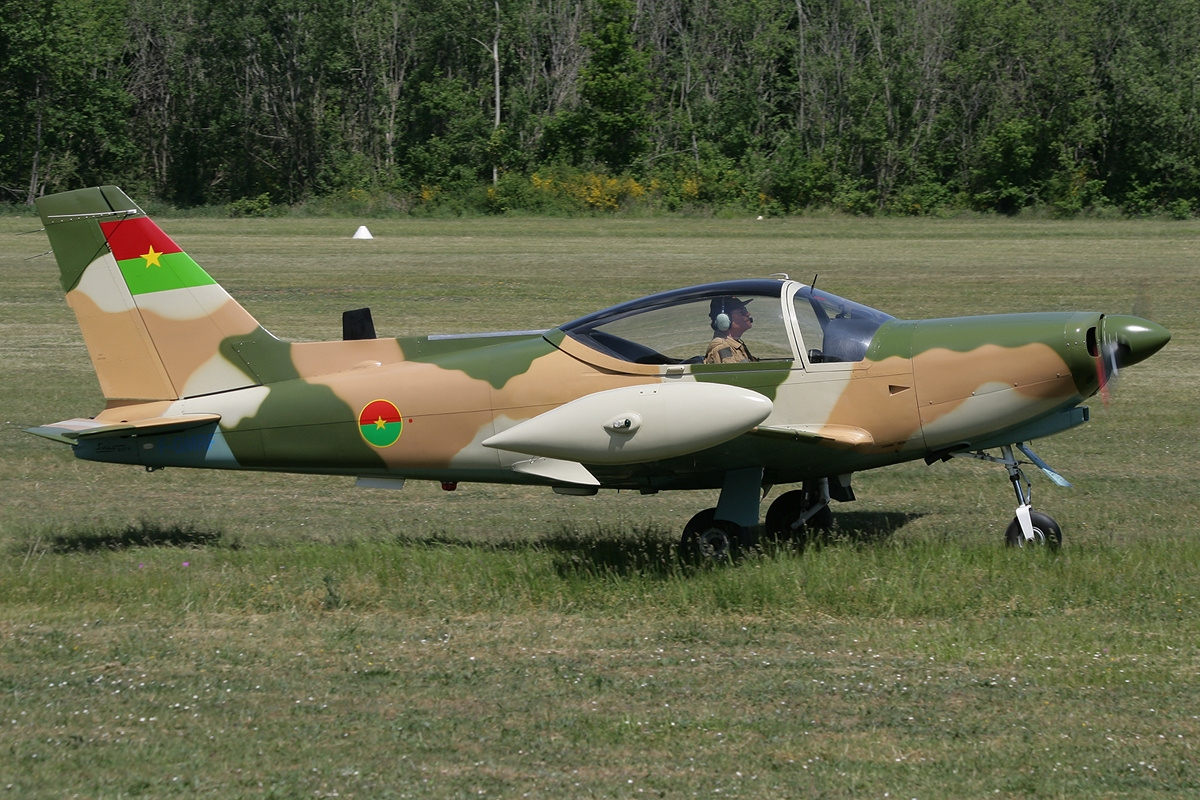
Un Aermacchi SF-260WP Warrior FABF.

Nel 1986, le FABF formarono una nuova unità, l'Escadrille de Chasse (EdC) (Unità da caccia). A metà del 1986 sei addestratori armati/aerei d'attacco leggero ex-Aeronautica filippina Aermacchi SF-260WP Warrior vennero acquisiti da un commerciante in Belgio, che offrì alle FABF un'alternativa molto più semplice e meno costosa nel supporto tattico aereo ai costosi MiG. I Warrior non vennero utilizzati solo per l'addestramento dei piloti, ma anche come aerei d'attacco leggeri, e un certo numero di loro vennero impiegati dalle FABF nell'Escadrille de Chasse (EdC). Quattro SF-260WP supplementari vennero successivamente acquistati direttamente dall'Italia. Sei velivoli ex filippini SF-260WP vennero presi fuori servizio nel 1993 e restituiti al precedente proprietario, anche se i quattro aerei SF-260WP di nuova costruzione furono trattenuti in servizio, e di stanza nella base aerea di Bobo-Dioulasso.
La maggior parte degli altri velivoli leggeri acquisiti dalle FABF negli anni settanta e ottanta furono radiati dal servizio assieme agli elicotteri Mi-4, ma vennero effettuate alcune recenti acquisizioni, tra cui un Beechcraft King Air, un Piper PA-34 Seneca, un aereo leggero d'addestramento CEAPR Robin, e un solo aereo agricolo Air Tractor AT-802, acquistato dopo che la parte settentrionale del paese subì pesanti danni alle colture a causa dell'invasione delle locuste del 2004. Nel 2009, due autogiri Xenon Gyroplane vennero acquistati per l'utilizzo da parte della polizia e delle forze di sicurezza.
Alla fine del 2005, le FABF acquisirono due elicotteri d'attacco Mil Mi-35 Hind dalla Russia come conseguenza delle vicende politico-militari nella vicina Costa d'Avorio per rafforzare le proprie capacità di attacco aereo durante la guerra civile ivoriana.

## Aeromobili in uso
Sezione aggiornata annualmente in base al World Air Force di Flightglobal del corrente anno. Tale dossier non contempla UAV, aerei da trasporto VIP ed eventuali incidenti accorsi durante l'anno della sua pubblicazione. Modifiche giornaliere o mensili che potrebbero portare a discordanze nel tipo di modelli in servizio e nel loro numero rispetto a WAF, vengono apportate in base a siti specializzati, periodici mensili e bimestrali. Tali modifiche vengono apportate onde rendere quanto più aggiornata la tabella.
| Aeromobile                           | Origine                 | Tipo                                       | Versione (denominazione locale) | In servizio (2024) | Note | Immagine |
| Aerei da combattimento               |                         |                                            |                                 |                    | |          |
| Embraer A-29 Super Tucano            | Brasile                 | aereo da addestramento e per missioni COIN | A-29B                           | 3                  | 6 consegnati, 3 dei quali in servizio al settembre 2018.                                                                                        |          |
| Impieghi speciali                    |                         |                                            |                                 |                    | |          |
| Diamond DA42                         | Austria                 | Aerei da ricognizione                      | DA-42M-NG                       | 1                  | |          |
| Diamond DA62                         | Austria                 | Aerei da ricognizione                      | DA-62                           | 1                  | |          |
| Humbert Aviation Tétras CSL          | Francia                 | Aerei da ricognizione                      | Tétras CSL                      | 3                  | 3 consegnati. |          |
| Celier Aviation Xenon 2              | Francia                 | Aerei da ricognizione                      | Xenon 2 RST ECO                 | 2                  | 2 consegnati. |          |
| Aeromobili a pilotaggio remoto - UAV |                         |                                            |                                 |                    | |          |
| Bayraktar TB2                        | Turchia                 | UAV                                        | TB2                             | 4                  | 5 TB2 consegnati tra aprile e maggio 2022 ed entrati in servizio nel settembre dello stesso anno. Un esemplare è stato perso il 21 giugno 2023. |          |
| Baykar Bayraktar Akinci              | Turchia                 | UAV                                        | Akinci-A                        | 2                  | 2 Akinci-A consegnati l'8 aprile 2024. |          |
| Aerei da trasporto                   |                         |                                            |                                 |                    | |          |
| CASA CN-235                          | Spagna                  | Aerei da trasporto                         | CN-235-220M                     | 1                  | |          |
| Airbus C295                          | Europa                  | Aerei da trasporto                         | C295W                           | 1                  | 1 C295W ordinato l'11 dicembre 2019. Consegnato il novembre 2021.                                                                               |          |
| Beechcraft King Air 200              | Stati Uniti             | Aerei da trasporto                         | Super King Air 200              | 1                  | |          |
| Boeing 727                           | Stati Uniti             | Aerei da trasporto                         | B727-282Adv                     | 1                  | 1 consegnato nell'aprile 2005. |          |
| Piper PA-34 Seneca                   | Stati Uniti             | Aerei da trasporto                         | PA-34                           | 1                  | |          |
| Cessna 208 Caravan                   | Stati Uniti             | Aerei da trasporto                         | C208B                           | 2                  | |          |
| Aerei da addestramento               |                         |                                            |                                 |                    | |          |
| Aermacchi SF-260                     | Italia                  | Aereo da addestramento                     | SF-260WL                        | 4                  | 4 SF-260W, 19 ex libici consegnati. |          |
| Elicotteri                           |                         |                                            |                                 |                    | |          |
| AgustaWestland AW139                 | Italia                  | Elicotteri utility                         | AW139                           | 1                  | 1 AW139 consegnato nel 2016. |          |
| Bell UH-1 Huey                       | Stati Uniti             | Elicotteri utility                         | UH-1H                           | 1                  | 2 UH-1H donati dal governo di Taiwan nel 2017.                                                                                                  |          |
| Eurocopter AS 355 Fennec             | Francia                 | Elicotteri utility                         | AS 355NAS 555N                  | 4                  | 5 tra AS 355N e AS 555N Fennec di seconda mano consegnati dalla Spagna.                                                                         |          |
| Mil Mi-8 Hip                         | Unione Sovietica Russia | elicottero multiruolo                      | Mi-8SMi-17Mi-171Sh              | 3                  | 3 Mi-8S Hip-C e 2 Mi-17 Hip-H consegnati. Due Mi-171Sh sono stati ordinati ad agosto 2017 e consegnati nel 2018.                                |          |
| Mil Mi-24 Hind                       | Unione Sovietica        | Elicottero d'attacco                       | Mi-24D                          | 2                  | 3 Mi-24D ricevuti di seconda mano dalla Bulgaria.                                                                                               |          |

## Aeromobili ritirati
- Hawker Siddeley HS 748-320 Sta.2A - 2 consegnati.[5]
- Air Tractor AT-802